# Gabrielle Wittkop
Gabrielle Wittkop, née Gabrielle Ménardeau, est une femme de lettres française et traductrice, née le 27 mai 1920 à Nantes en Loire-Atlantique et morte le 22 décembre 2002 à Francfort-sur-le-Main dans le district de Darmstadt.
Ses écrits sont dérangeants, macabres, bien souvent au-delà de toute morale. Son style, ainsi que ses centres d'intérêt (thanatos, sexe, identité de genre, étrangeté) apparentent son œuvre à celles du marquis de Sade, de Villiers de L'Isle Adam, de Lautréamont, d'Edgar Allan Poe, mais aussi de Marcel Schwob.

## Biographie
Elle naît sous le patronyme de Marguerite Marie Louise Gabrielle Ménardeau à Nantes. Son père, Octave Marie Gabriel Ménardeau, né à Clisson le 11 mai 1883, est dessinateur et graveur. Veuf, il épouse en 1919 à Nantes Yvonne Renée Constance Jouanny, née à La Roche-sur-Yon le 12 août 1891. Cette dernière décède en 1933 à Nantes, Gabrielle a alors 13 ans. Octave, lui, meurt en 1959 à Prades.
Elle rencontre à Paris sous l'occupation nazie un déserteur allemand homosexuel du nom de Franz Justus Wittkop, âgé de vingt ans de plus qu'elle. Ils se marient à la fin de la guerre en 1947 à Francfort-sur-le-Main : une union qu'elle qualifiera d'« alliance intellectuelle », elle-même affichant à diverses reprises son homosexualité. Le couple s'installe en Allemagne, à Bad Homburg, puis à Francfort-sur-le-Main, où Gabrielle Wittkop vivra jusqu'à sa mort.
Elle commence à tenter de vivre de la bibliophilie en illustrant d'aquarelles des exemplaires uniques. Elle publie ses premières nouvelles entre 1945 et 1946 dans le magazine féminin Claudine. Même si elle continue d'écrire en français, elle collabore à divers journaux allemands, dont entre autres le Frankfurter Allgemeine Zeitung. Soutenue et encouragée par son mari, historien et essayiste, elle développe son écriture en langue allemande, et publie plusieurs œuvres en allemand (notamment une biographie d'Ernst Theodor Amadeus Hoffmann), qui n'étaient, en 2001, toujours pas traduites en français.
Désireuse d'intégrer le monde de l'édition littéraire française, elle donne en l'espace de cinq années (1964-1969) sept traductions de romans pour Gallimard dont le premier roman de Peter Handke, Le Colporteur, ainsi qu'un roman d'Uwe Johnson. Elle abandonne ensuite la traduction pour l'écriture de son œuvre et publie en 1972, à 52 ans, son premier texte, Le Nécrophile, aux éditions Régine Deforges. L'époque permet l'éclosion de nouvelles autrices renouvelant le genre érotique comme Annie Le Brun, Jeanne de Berg, Grisélidis Real.
Son mari se suicide en 1986, alors qu'il est atteint de la maladie de Parkinson. Gabrielle Wittkop affirmera : « Je l'y ai encouragé. J'ai raconté ça dans Hemlock ». Atteinte d'un cancer du poumon, elle choisit la mort à 82 ans, en se suicidant le 22 décembre 2002. C'est du moins la version la plus répandue car des proches de l'écrivaine expliquent plutôt que la mort a devancé le suicide sans doute programmé.
Sur la 4e de couverture des éditions posthumes : « J'ai voulu mourir comme j'ai vécu : en homme libre ».
En septembre 2023 a été créée la Société des Amis de Gabrielle Wittkop. Elle a pour mission de réunir les lecteurs et admirateurs de l'auteur afin de promouvoir son œuvre.

## Œuvres
Son œuvre est presque intégralement publiée aux éditions Verticales, depuis 2001.
- Le Nécrophile , Éditions Régine Deforges, 1972 ; La Musardine, 1998 ; Verticales, 2001  (ISBN 2-84335-110-3).
- La Mort de C. suivi de Le puritain passionné, première édition 1975 ; Éditions Verticales, 2001  (ISBN 2-84335-017-4).
- Madame Tussaud, Éditions France-Empire, 1976.
- Les Holocaustes, Éditions Henri Veyrier, 1976.
- Almanach perpétuel des Harpies, L'Éther Vague-Patrice Thierry éditeur, 1995 ; réédition en 2002  (ISBN 978-2-904620-57-7).
- Sérénissime Assassinat, Éditions Verticales, 2001  (ISBN 2-02-053057-0).
- Les Rajahs blancs, Éditions Presses de la Renaissance, 1986  (ISBN 2-85616-372-6), 2009 Éditions Verticales :  (ISBN 978-2-07-012578-4).
- Hemlock ou les poisons, Éditions Presses de la Renaissance, 1988 ; changement de titre Hemlock : à travers les meurtrières , Quidam Éditeur, 2020.
- Le Sommeil de la raison, Éditions Verticales, 2003  (ISBN 2-84335-108-1).
- La Marchande d'enfants, Éditions Verticales, 2003  (ISBN 2-84335-111-1).
- Chaque jour est un arbre qui tombe, Éditions Verticales, 2006  (ISBN 978-2-07-077680-1); 2007 (éd. de poche Folio, 2007).
- Carnets d'Asie, Éditions Verticales, 2010  (ISBN 978-2-07-013094-8).
- Les Départs exemplaires, Éditions Verticales, 1995, 2012 (réédition augmentée de deux textes inédits)  (ISBN 978-2-07-013826-5).
- Litanies pour une amante funèbre, préface d'Éric Dussert, Le Vampire Actif Éditions, 2017 (réédition du texte à l'occasion des 40 ans de sa première publication, accompagné de collages inédits de l'auteur[6]).
- Usages de faux, Éditions Verticales, 2018.
- Les Héritages, Christian Bourgois éditeur, 2020.

### Autres écrits
- Paris, photographies de Fred Meyer, texte de Gabrielle Wittkop ; Atlantis, 1975.
- Paris, histoire illustrée, avec Justus Franz Wittkop ; Atlantis, 1978.
- Grand Guignol, avec François Rivière ; Éditions Henri Veyrier, 1979.
- Jo Lansley & Helen Bendon, photographies, texte de Gabrielle Wittkop ; Arles : Éditions Actes Sud ; Paris, Fondation CCF pour la photographie, 2001,  (ISBN 9782742733033).

### Traductions
- Les Estuaires de la mort / Hermann Lins, trad. de l'allemand, Éditions Gallimard, 1964.
- La nuit du feu / Peter Faecke, trad. de l'allemand, Éditions Gallimard, 1966.
- Voyage nocturne / Wolfgang Hildesheimer, trad. de l'allemand, Éditions Gallimard, 1967.
- Deux points de vue / Uwe Johnson, trad. de l'allemand, Éditions Gallimard, 1968.
- Le milan rouge / Peter Faecke, trad. de l'allemand, Éditions Gallimard, 1968.
- L'oiseau Toc / Wolfgang Hildesheimer, trad. de l'allemand, Éditions Gallimard, 1969.
- Le Colporteur / Peter Handke, trad. de l'allemand, Éditions Gallimard, 1969.